# Liste des ministres italiens des Transports
Cet article dresse la liste des ministres italiens des Transports entre 1916 et 2008, période d'existence du ministère, sauf de 1920 à 1944 et de 2001 à 2006, quand il était fusionné avec le ministère des Travaux publics.

## Liste des ministres

### Royaume d'Italie
| Ministre                                       | Ministre                    | Mandat                              | Parti | Parti       | Gouvernement |
| ---------------------------------------------- | --------------------------- | ----------------------------------- | ----- | ----------- | ------------ |
|                                                | Enrico Arlotta              | 22 juin 1916 – 22 avril 1917        |       | UL          | Boselli      |
|                                                | Ivanoe Bonomi (par intérim) | 22 avril 1917 – 15 juin 1917        |       | PDL         | Boselli      |
|                                                | Riccardo Bianchi            | 15 juin 1917 – 14 mai 1918          |       | Indépendant | Boselli      |
| Orlando                                        | Riccardo Bianchi            | 15 juin 1917 – 14 mai 1918          |       | Indépendant |              |
|                                                | Giovanni Villa              | 14 mai 1918 – 17 janvier 1919       |       | UL          | Orlando      |
|                                                | Giuseppe De Nava            | 17 janvier 1919 – 23 juin 1919      |       | UL          | Orlando      |
|                                                | Roberto De Vito             | 23 juin 1919 – 13 mars 1920         |       | PRI         | Nitti I      |
|                                                | Giuseppe De Nava            | 14 mars 1920 – 20 mars 1920         |       | UL          | Nitti I      |
| Fusionné avec le ministère des Travaux publics |                             |                                     |       |             |              |
|                                                | Francesco Cerabona          | 12 décembre 1944 – 21 juin 1945     |       | PDL         | Bonomi III   |
|                                                | Ugo La Malfa                | 21 juin 1945 – 10 décembre 1945     |       | PdA         | Parri        |
|                                                | Riccardo Lombardi           | 10 décembre 1945 – 1er juillet 1946 |       | PdA         | De Gasperi I |
| Titres successifs : - Transports (1944-1946)   |                             |                                     |       |             |              |

### République italienne
| Ministre (Naissance-Décès)                                       | Ministre (Naissance-Décès)            | Mandat                              | Parti | Parti       | Gouvernement      |
| ---------------------------------------------------------------- | ------------------------------------- | ----------------------------------- | ----- | ----------- | ----------------- |
|                                                                  | Giacomo Ferrari (1887-1974)           | 14 juillet 1946 – 1er juin 1947     |       | PCI         | De Gasperi II·III |
|                                                                  | Guido Corbellini (1890-1976)          | 1er juin 1947 – 28 janvier 1950     |       | DC          | De Gasperi IV·V   |
|                                                                  | Ludovico D'Aragona (1876-1961)        | 28 janvier 1950 – 5 avril 1951      |       | PSLI        | De Gasperi VI     |
|                                                                  | Pietro Campilli (1891-1974)           | 5 avril 1951 – 26 juillet 1951      |       | DC          | De Gasperi VI     |
|                                                                  | Piero Malvestiti (1899-1964)          | 26 juillet 1951 – 16 juillet 1953   |       | DC          | De Gasperi VII    |
|                                                                  | Giuseppe Togni (1903-1981)            | 16 juillet 1953 – 17 août 1953      |       | DC          | De Gasperi VIII   |
|                                                                  | Bernardo Mattarella (1905-1971)       | 17 août 1953 – 6 juillet 1955       |       | DC          | Pella             |
| Fanfani I                                                        | Bernardo Mattarella (1905-1971)       | 17 août 1953 – 6 juillet 1955       |       | DC          |                   |
| Scelba                                                           | Bernardo Mattarella (1905-1971)       | 17 août 1953 – 6 juillet 1955       |       | DC          |                   |
|                                                                  | Armando Angelini                      | 6 juillet 1955 – 26 mars 1960       |       | DC          | Segni I           |
| Zoli                                                             | Armando Angelini                      | 6 juillet 1955 – 26 mars 1960       |       | DC          |                   |
| Fanfani II                                                       | Armando Angelini                      | 6 juillet 1955 – 26 mars 1960       |       | DC          |                   |
| Segni II                                                         | Armando Angelini                      | 6 juillet 1955 – 26 mars 1960       |       | DC          |                   |
|                                                                  | Fiorentino Sullo (1921-2000)          | 26 mars 1960 – 11 avril 1960        |       | DC          | Tambroni          |
|                                                                  | Mario Ferrari Aggradi (1916-1997)     | 11 avril 1960 – 27 juillet 1960     |       | DC          | Tambroni          |
|                                                                  | Giuseppe Spataro                      | 27 juillet 1960 – 22 février 1962   |       | DC          | Fanfani III       |
|                                                                  | Bernardo Mattarella (1905-1971)       | 22 février 1962 – 22 juin 1963      |       | DC          | Fanfani IV        |
|                                                                  | Guido Corbellini (1890-1976)          | 22 juin 1963 – 5 décembre 1963      |       | DC          | Leone I           |
|                                                                  | Angelo Raffaele Jervolino (1890-1985) | 5 décembre 1963 – 24 février 1966   |       | DC          | Moro I·II         |
|                                                                  | Oscar Luigi Scalfaro (1918-2012)      | 24 février 1966 – 13 décembre 1968  |       | DC          | Moro III          |
| Leone II                                                         | Oscar Luigi Scalfaro (1918-2012)      | 24 février 1966 – 13 décembre 1968  |       | DC          |                   |
|                                                                  | Luigi Mariotti (1912-2004)            | 13 décembre 1968 – 6 août 1969      |       | PSI         | Rumor I           |
|                                                                  | Remo Gaspari (1921-2011)              | 6 août 1969 – 28 mars 1970          |       | DC          | Rumor II          |
|                                                                  | Italo Viglianesi (1916-1995)          | 28 mars 1970 – 18 février 1972      |       | PSI         | Rumor III         |
| Colombo                                                          | Italo Viglianesi (1916-1995)          | 28 mars 1970 – 18 février 1972      |       | PSI         |                   |
|                                                                  | Oscar Luigi Scalfaro (1918-2012)      | 18 février 1972 – 26 juin 1972      |       | DC          | Andreotti I       |
|                                                                  | Aldo Bozzi (1909-1987)                | 26 juin 1972 – 8 juillet 1973       |       | PLI         | Andreotti II      |
|                                                                  | Luigi Preti (1914-2009)               | 8 juillet 1973 – 23 novembre 1974   |       | PSDI        | Rumor IV·V        |
|                                                                  | Mario Martinelli (1906-2001)          | 23 novembre 1974 – 30 juillet 1976  |       | DC          | Moro IV·V         |
|                                                                  | Attilio Ruffini (1924-2011)           | 30 juillet 1976 – 18 septembre 1977 |       | DC          | Andreotti III     |
|                                                                  | Vito Lattanzio (1926-2010)            | 18 septembre 1977 – 13 mars 1978    |       | DC          | Andreotti III     |
|                                                                  | Vittorino Colombo (1925-1996)         | 13 mars 1978 – 21 mars 1979         |       | DC          | Andreotti IV      |
|                                                                  | Luigi Preti (1914-2009)               | 21 mars 1979 – 4 avril 1980         |       | PSDI        | Andreotti V       |
| Cossiga I                                                        | Luigi Preti (1914-2009)               | 21 mars 1979 – 4 avril 1980         |       | PSDI        |                   |
|                                                                  | Rino Formica (1927)                   | 4 avril 1980 – 28 juin 1981         |       | PSI         | Cossiga II        |
| Forlani                                                          | Rino Formica (1927)                   | 4 avril 1980 – 28 juin 1981         |       | PSI         |                   |
|                                                                  | Vincenzo Balzamo (1929-1992)          | 28 juin 1981 – 1er décembre 1982    |       | PSI         | Spadolini I·II    |
|                                                                  | Mario Casalinuovo (1922-2018)         | 1er décembre 1982 – 4 août 1983     |       | PSI         | Fanfani V         |
|                                                                  | Claudio Signorile (1937)              | 4 août 1983 – 18 avril 1987         |       | PSI         | Craxi I·II        |
|                                                                  | Giovanni Travaglini (1924-2020)       | 18 avril 1987 – 29 juillet 1987     |       | DC          | Fanfani VI        |
|                                                                  | Calogero Mannino (1939)               | 29 juillet 1987 – 13 avril 1988     |       | DC          | Goria             |
|                                                                  | Giorgio Santuz (1936)                 | 13 avril 1988 – 23 juillet 1989     |       | DC          | De Mita           |
|                                                                  | Carlo Bernini (1936-2011)             | 23 juillet 1989 – 28 juin 1992      |       | DC          | Andreotti VI·VII  |
|                                                                  | Giancarlo Tesini (1929)               | 28 juin 1992 – 29 avril 1993        |       | DC          | Amato I           |
|                                                                  | Raffaele Costa (1936)                 | 29 avril 1993 – 11 mai 1994         |       | PLI         | Ciampi            |
|                                                                  | Publio Fiori (1936)                   | 11 mai 1994 – 17 janvier 1995       |       | AN          | Berlusconi I      |
|                                                                  | Giovanni Caravale (1935-1997)         | 17 janvier 1995 – 18 mai 1996       |       | Indépendant | Dini              |
|                                                                  | Claudio Burlando (1954)               | 18 mai 1996 – 21 octobre 1998       |       | PDS         | Prodi I           |
|                                                                  | Tiziano Treu (1939)                   | 21 octobre 1998 – 22 décembre 1999  |       | RI          | D'Alema I         |
|                                                                  | Pier Luigi Bersani (1951)             | 22 décembre 1999 – 11 juin 2001     |       | DS          | D'Alema I         |
| Amato II                                                         | Pier Luigi Bersani (1951)             | 22 décembre 1999 – 11 juin 2001     |       | DS          |                   |
| Fusionné dans le ministère des Infrastructures et des Transports |                                       |                                     |       |             |                   |
|                                                                  | Alessandro Bianchi (1945)             | 17 mai 2006 – 8 mai 2008            |       | PdCI        | Prodi II          |
| Fusionné dans le ministère des Infrastructures et des Transports |                                       |                                     |       |             |                   |
| Titres successifs : - Transports et Navigation (1974-2001)       |                                       |                                     |       |             |                   |